# Hypsochila wagenknechti
Hypsochila wagenknechti är en fjärilsart som först beskrevs av Emilio Ureta 1938.  Hypsochila wagenknechti ingår i släktet Hypsochila och familjen vitfjärilar. Inga underarter finns listade i Catalogue of Life.